# Hendrik Haase
Hendrik Haase (* 1984 in Otterndorf) ist ein deutscher Food-Aktivist, Autor, Keynote Speaker und Kommunikationsdesigner. Er engagiert sich für nachhaltigen Fleischkonsum, regionale Metzgertraditionen und die digitale wie gesellschaftliche Transformation der Esskultur, insbesondere den Einfluss Künstlicher Intelligenz im Lebensmittelbereich.
Er ist Mitbegründer der gläsernen Metzgerei Kumpel & Keule in der Markthalle Neun in Berlin, Autor mehrerer Bücher zum Thema Fleischkultur sowie zur Digitalisierung der Lebensmittelwelt und Initiator von Food-Aktivismus-Projekten wie „Schnippeldisco“ und „Sauercrowd“. Weitreichende Bekanntheit erlangte er hauptsächlich durch einen Auftritt im Kochformat Kitchen Impossible, in dessen siebter Staffel er gegen Hauptgastgeber Tim Mälzer als einer nur weniger ungelernter Köche antrat.

## Werdegang
Haase studierte Kommunikationsdesign an der Hochschule für Kunst und Design Burg Giebichenstein in Halle. Am Ende seines Studiums entstand dort 2009 die Diplomarbeit Stadt Land Wurst – Eine Reise in die kulinarische Kommunikation, in der er Fragen rund um Ernährungskultur, Regionalität und Nachhaltigkeit untersuchte. Die Arbeit gilt als Ausgangspunkt seiner späteren Arbeit an der Schnittstelle von Design, Kommunikation, Ernährung und gesellschaftlichem Wandel. Haase inszenierte als „Guerilla-Koch“ und Wurstelier kulinarische Aktionen im öffentlichen Raum, um auf die kulturelle Bedeutung handwerklicher Lebensmittel aufmerksam zu machen. Auf der re:publica 2015 kritisierte Haase den oberflächlichen Umgang vieler Lebensmittelkonzerne mit Social Media und plädierte für mehr Transparenz und gesellschaftliche Verantwortung im digitalen Raum.

## Engagement und Projekte

### Kumpel & Keule
2015 eröffnete Haase gemeinsam mit Metzgermeister Jörg Förstera die gläserne Metzgerei Kumpel & Keule in der Markthalle Neun in Berlin, wo Fleischherstellung transparent an Kunden vermittelt wird. Haase betont bewussten Fleischkonsum: „Esst lieber weniger Fleisch, dafür gutes Fleisch.“

### Food-Aktivismus und öffentliche Debatte
Haase nutzt Aktionen wie „In Wurst We Trust“ und öffentlichkeitswirksame Inszenierungen, um handwerkliche Lebensmittelproduktion und Transparenz in der Fleischindustrie zu betonen. Dabei agiert er häufig als Vermittler zwischen Aktivismus, Medien und Konsument:innen. In Zusammenarbeit mit dem ZDF-Magazin Frontal21 legte er die Praxis der Manipulation von Fleischprodukten offen, indem er eine Scheinfirma gründete — ein Medienprojekt, das die Problematik der Wurst-„Aufwertung“ durch unlautere Zusätze kommentierte und grundsätzliche Diskussionen über Qualität und Regulierung in der Lebensmittelproduktion anstieß. Weiter kritisiert er Werbekampagnen großer Handelskonzerne, die handwerkliche Betriebe unter Druck setzen.

### Bildung und Digitalisierung
Er befasst sich intensiv mit Digitalisierung, Künstlicher Intelligenz und deren Einfluss auf Ernährung und Landwirtschaft. In seinem 2021 erschienenen Buch Food Code beschreibt er die Verbindung von Digitalisierung und Lebensmittelversorgung. In Berlin und Brandenburg wirbt er bei Veranstaltungen für regionale Wertschöpfungsketten und den digitalen Wandel in der Agrarwirtschaft. In seinen Vorträgen behandelt Haase die Auswirkungen digitaler Technologien und sozialer Medien auf Ernährungsgewohnheiten und Esskultur und verweist auf die Bedeutung von Medienkompetenz sowie den Erhalt praktischer Ernährungs- und Naturerfahrungen. Dabei thematisiert er auch, wie Künstliche Intelligenz und Algorithmen bereits in Landwirtschaft und Lebensmittelproduktion zum Einsatz kommen und welche gesellschaftlichen Fragen damit verbunden sind. Zudem betont er die Notwendigkeit, frühzeitig Regeln für den Einsatz Künstlicher Intelligenz im Ernährungssektor zu entwickeln, um technologische Innovationen zum Nutzen aller zu gestalten.

### Lehre und Hochschulengagement
Haase ist regelmäßig als Referent an Hochschulen tätig, um Studierende an der Schnittstelle von Design, Ernährungskultur und gesellschaftlichem Wandel zu unterrichten. An der Burg Giebichenstein Kunsthochschule Halle wirkte er u. a. 2015 im Rahmen der Exkursion „Berlin, Berlin! Über den Tellerrand geschaut“ mit, bei der er Einblicke in seine Arbeit als Food-Aktivist und Kommunikationsdesigner gab.
2021/22 beteiligte er sich am Lehrprojekt „Food Culture Empowerment“, das sich mit Designstrategien für Autonomie und Vielfalt in der Lebensmittelproduktion befasste. Dabei brachte er seine Expertise zu Themen wie Digitalisierung, Nachhaltigkeit und kulturelle Aspekte von Ernährung in Workshops, Exkursionen und mediale Projekte ein.

### Publikationen
- Crafted Meat. Die neue Fleischkultur: Rezepte, Handwerk und Genuss (Gestalten, 2015)[25]
- Food Code. Wie wir in der digitalen Welt die Kontrolle über unser Essen behalten (Kunstmann, 2021), gemeinsam mit Olaf Deininger[17]
- Lebensgeschichten. Mit altersverwirrten Menschen ins Gespräch kommen. (Balance Buch + Medien Verlag, 2010)[26].

## Auszeichnungen und Anerkennung
Haase gilt als einer der bekanntesten deutschen Food-Aktivisten; er erhielt 2010 den Titel „Rising Star“ des White Guide und wurde als Gastredner zu Themen wie Ernährung, Nachhaltigkeit und Digitalisierung eingeladen.
2016 wurde die von ihm mitbegründete Handwerksmetzgerei Kumpel & Keule in der Berliner Markthalle Neun mit der Goldenen Palme des Leaders Club ausgezeichnet. Der Preis würdigte das innovative Konzept, das handwerkliche Qualität, Transparenz und originelle Raumgestaltung auf kleinem Raum miteinander verbindet.
2018 wurde Hendrik Haase vom Fachmagazin Fizzz – einer deutschen Branchenzeitschrift für Gastronomie, Bar und Getränketrends – als „Kopf des Jahres“ gewürdigt, „…weil der Autor, kulinarische Kurator und Wurstelier mit seinem Metzgerkonzept ‚Kumpel & Keule‘ zeigt, wie ein ethischer Fleischkonsum gelingt…“

### Öffentliche Wahrnehmung
Das Magazin Falstaff bezeichnet Haase als „einen der einflussreichsten Food-Aktivisten Deutschlands“, was seinen Stellenwert in den entstehenden Debatten rund um Ernährung, Nachhaltigkeit und Digitalisierung dokumentiert.

## Engagement und Gremienarbeit
Hendrik Haase ist Gründer der regionalen Gruppe Slow Food Youth Berlin, die seit 2011 Teil des bundesweiten Netzwerks Slow Food Youth Deutschland ist. Die Hauptstadtgruppe setzt sich durch Aktionsformate wie Schnippeldiskos, Bildungsworkshops, Feldbesuche und Teilnahme an politischen Demonstrationen für nachhaltige, faire und saubere Lebensmittel ein.
Seit 2016 ist Hendrik Haase Teil des Fellows-Netzwerks des Kompetenzzentrums Kultur- und Kreativwirtschaft des Bundes – einem Zusammenschluss unabhängiger Unternehmer:innen und Expert:innen aus allen Bereichen von Kultur- und Kreativsektor. Das Netzwerk ist Teil der Initiative Kultur- und Kreativwirtschaft der Bundesregierung. In dieser ehrenamtlichen Rolle wirkt er als Multiplikator, bringt branchenübergreifende Impulse ein und fördert den Austausch von Innovationen und die Vernetzung innerhalb der Kreativwirtschaft.
Seit 2021 ist Haase Mitglied der Jury des Innovationspreises Moderne Landwirtschaft, einem jährlich vom Forum Moderne Landwirtschaft und der Fachzeitschrift top agrar vergebenen Preis, der zukunftsweisende Ideen in der Landwirtschaft auszeichnet. In dieser Funktion ist er an der Auswahl preisträchtiger Innovationen beteiligt, die auf dem ErlebnisBauernhof der Grünen Woche präsentiert werden.  
Im Rahmen der Grünen Woche 2024 trat er zudem gemeinsam mit dem Publizisten Sascha Lobo auf, um über Digitalisierung und Zukunftstrends in der Landwirtschaft zu diskutieren.
Seit 2023 ist Haase Mitglied der Expert*innen-Jury bei der aws Sustainable Food Systems Initiative, einer von der Austria Wirtschaftsservice (aws) gemeinsam mit dem Wissenschaftsfonds (FWF) initiierten Fördermaßnahme zur Förderung von Innovationen im Bereich nachhaltige Lebensmittelsysteme. In dieser Funktion beurteilt er eingereichte Projektvorschläge und unterstützt damit die Entwicklung ökologisch, ökonomisch und sozial nachhaltiger Innovationen im Ernährungssystem.
Seit 2024 ist Haase Mitglied der Jury des Deutschen Kochbuchpreises, einer renommierten Auszeichnung für herausragende Kochbücher in Deutschland. Die Jury, bestehend aus etwa 55 Experten aus Journalismus und kulinarischer Praxis, bewertet nominiere Bücher unabhängig und prämiert sie in verschiedenen Kategorien.

## Kitchen Impossible
Hendrik Haase trat in der siebten Staffel von Kitchen Impossible (Ausstrahlung März 2022) gegen Gastgeber Tim Mälzer an. Dabei wurde er als Kommunikationsdesigner und Food-Aktivist vorgestellt und wurde von Mälzer zum einen nach Tirana geschickt, um dort ein traditionelles albanisches Gericht (Fli mit Forelle) bei Spitzenkoch Bledar Kola in einer Outdoorküche zuzubereiten; die Jury bewertete seine Leistung mit respektablen 7,9 von 10 Punkten. Im Kontrast dazu kochte Haase in Hamburg eine klassische französische Ochsenschulter mit Rotweinreduktion und Selleriepüree ohne Rezeptvorgabe nach; ein Gericht von Spitzenkoch Thomas Martin, das für ihn besonders herausfordernd war. Die Jury bewertete dieses Gericht mit nur 3,6 Punkten insgesamt sehr kritisch und vergab in der Einzelwertung sogar einmal die bisher seltene Höchststrafe von 0 Punkten – ein Urteil, das Tim Mälzer selbst als unangemessen betrachte.
Mit einer Einschaltquote von 1,71 Mio. Zuschauern in der Gesamtzuschauerwertung, erreichte die Folge mit ihm die höchste gemessene Einschaltquote einer Folge innerhalb der Staffel des Formats. Kritiken gab es von Zuschauerseiten zu seinem Auftreten in der Küche Martins.